# Fausta Cialente
Fausta Cialente (Cagliari, 25 febbraio 1898 – Pangbourne, 12 marzo 1994) è stata una scrittrice, giornalista e traduttrice italiana. Considerata una delle principali figure del femminismo moderno in Italia, ha vinto il Premio Strega nel 1976 con il romanzo Le quattro ragazze Wieselberger.

## Biografia
Fausta Cialente nasce a Cagliari nel 1898, figlia di Alfredo - un ufficiale di fanteria aquilano - e Elsa Wieselberger - appartenente a una agiata famiglia triestina -, e sorella dell'attore Renato Cialente. A causa della professione del padre, è costretta fin dalla più tenera età a continui cambiamenti di residenza (Ancona, Bologna, Roma, Teramo, Firenze, Genova, Milano), formandosi però culturalmente principalmente a Trieste, città della famiglia materna. Inizia fin da piccola a coltivare la passione per la scrittura insieme al fratello Renato, il quale avrà una fulgida carriera di attore teatrale e cinematografico, spezzata nel 1943 a soli 46 anni, a causa di un sospetto investimento da parte di un automezzo militare tedesco.
Nel 1921 Fausta sposa il compositore e agente di cambio ebreo Enrico Terni, dal quale avrà una figlia, Lionella. Con il marito si trasferisce ad Alessandria d'Egitto e poi al Cairo, dove vivrà fino al 1947. Il soggiorno in una terra piena di fascino (ma anche di miseria) come l'Egitto diventerà il filo conduttore di alcune sue opere, come il romanzo Cortile a Cleopatra (1931, pubblicato in volume nel 1936) e il racconto Pamela o la bella estate (uscito nel 1935 sulla rivista Occidente, ma edito in una raccolta solo nel 1962). Con il primo romanzo Natalia (terminato nel 1927 ma stampato nel 1930), vince il Premio dei Dieci, presieduto da Massimo Bontempelli, e con Marianna (1931), pubblicata sulle pagine de La Fiera Letteraria, nel 1932 vince il Premio Galante (così chiamato in quanto conferito esclusivamente alle donne). In questi racconti e romanzi propone temi inconsueti per il tempo, almeno in Italia, come l'amore tra due donne. Quasi per una felice intuizione, Cialente anticipa di decenni le problematiche del femminismo moderno.
Alla fine degli anni Trenta la scrittrice vive in maniera sofferta e indignata l'avanzata in tutta Europa del nazismo e del fascismo, partecipando alla vita culturale e sociale della comunità italiana in Egitto e, durante la seconda guerra mondiale, collaborando alle trasmissioni di Radio Cairo, dove conduce un programma di propaganda antifascista. Con questa esperienza ha modo di entrare in contatto con numerosi fuorusciti italiani, mettendosi in contatto anche con Palmiro Togliatti. Nel 1943, fonda e dirige il settimanale per i prigionieri italiani Fronte Unito (1943-1945), che per un breve periodo diventerà Il Mattino della Domenica (1946). L'autrice ha una lunga amicizia con Sibilla Aleramo e si avvicina ai temi sui diritti delle donne.
Dopo la lotta di liberazione, nel 1947 torna in Italia e si dedica per qualche tempo al giornalismo, collaborando con Rinascita, Italia Nuova, Noi donne, Il Contemporaneo e, saltuariamente, anche con il quotidiano comunista l'Unità. Collabora inoltre ad alcune sceneggiature per il cinema insieme a Sergio Amidei. Separatasi dal marito, va a vivere a Roma con la madre e con il nipote acquisito Paolo Terni, allora studente e loro ospite. Alla morte della madre, si trasferisce in Kuwait dalla figlia Lily, soggiornando lungamente a Roma o nel varesotto.
Dopo un lungo silenzio, nel 1961 pubblica Ballata Levantina, riproponendosi all'attenzione della critica. Si classifica quindi terza al Premio Strega con Un inverno freddissimo (1966), vicenda ambientata in una Milano invernale con tutti i problemi del difficile periodo postbellico, abbandonando le ambientazioni esotiche e levantine che avevano caratterizzato i suoi precedenti romanzi. Da questo romanzo è tratto lo sceneggiato televisivo Camilla, interpretato da Giulietta Masina e diretto da Sandro Bolchi. Nel 1972 pubblica il romanzo Il vento sulla sabbia e nel 1976 si aggiudica il Premio Strega con Le quattro ragazze Wieselberger, romanzo in cui ricostruisce le atmosfere triestine della sua infanzia. Nella sua piena maturità artistica, nel 1982, ripropone - apportando alcune modifiche sia nella forma sia nella sostanza - all'attenzione della critica una nuova edizione del romanzo Natalia, che alla sua prima uscita aveva avuto problemi di censura a causa della sua trama imperniata su un, seppur casto, amore saffico.
Nell'ultimo periodo della sua vita, Fausta Cialente si trasferisce definitivamente in Inghilterra - a Pangbourne, nel Berkshire - occupandosi principalmente di traduzioni dall'inglese tra le quali si cita, per il suo valore letterario, quella di Giro di vite, di Henry James. Il 12 marzo 1994 muore all'età di 96 anni.

## Opere

### Romanzi
- Natalia, Casa Editrice Sapienza, Roma, 1930; Mondadori, Milano 1982, con prefazione di Carlo Bo; La Tartaruga, Milano, 2019
- Cortile a Cleopatra, Corticelli, Milano 1936; Sansoni, Firenze 1953, con prefazione di Emilio Cecchi; Feltrinelli, Milano 1962; Garzanti, Milano 1966; Mondadori, Milano 1973; Baldini Castoldi Dalai, Milano 2004, con prefazione di Franco Cordelli e ristampa dello scritto di Cecchi dell'ed. '53; Milano, Corriere della sera, 2013; La Tartaruga, Milano, 2022
- Ballata levantina, Feltrinelli, Milano, 1961; Mondadori, Milano 1974; Baldini Castoldi Dalai, Milano 2003, con prefazione di Franco Cordelli e postfazione di Paolo Terni; Nottetempo, Milano, 2024
- Un inverno freddissimo, Feltrinelli, Milano, 1966; 1976; Nottetempo, Milano, 2022
- Il vento sulla sabbia, Arnoldo Mondadori Editore, Milano, 1972; 1973; Nottetempo, Milano, 2023
- Le quattro ragazze Wieselberger, Arnoldo Mondadori Editore, Milano, 1976; La Tartaruga, Milano, 2018

### Racconti
- Marianna, in "L'Italia letteraria", 1929; poi in Interno con figure
- Pamela o la bella estate, Feltrinelli, Milano, 1962
- Interno con figure, Editori Riuniti, Milano, 1976; Studio Tesi, Pordenone, 1991
- I bambini, Studio Tesi, Pordenone, 1996 (contiene: Canzonetta, Il giardino, La ballerina, Le statue, La vedova)

### Traduzioni
- Lawrence Durrell, Clea, Feltrinelli, Milano, 1962; Longanesi, Milano, 1973; Einaudi, Torino, 1983-2023.
- Louisa May Alcott, Le piccole donne crescono, Giunti-Marzocco, Firenze, 1977
- Louisa May Alcott, Piccoli uomini, Giunti-Marzocco, Firenze, 1981
- Henry James, Giro di vite, Einaudi, Torino, 1986